# Alfred Nicolas Rambaud

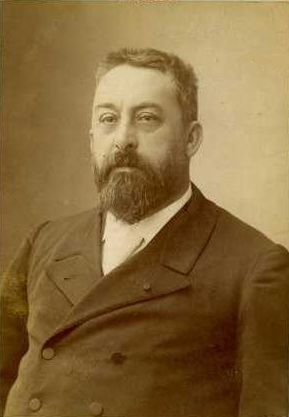
Alfred Nicolas Rambaud

Alfred Nicolas Rambaud (* 2. Juli 1842 in Besançon; † 10. November 1905 in Paris) war ein französischer Historiker und Politiker.

## Leben
Nach Gymnasien in Besançon und Paris studierte er an der École normale supérieure und habilitierte sich 1870. Er war 1871 Lehrbeauftragter an der Philosophischen Fakultät in Caen, 1873 Professor für Geschichte an derselben Fakultät, 1875 Stellvertreter an der Philosophischen Fakultät in Nancy und 1879 Professor für Geschichte und Geografie an derselben Fakultät. Im Jahr 1881 wurde Rambaud Lehrbeauftragter an der Sorbonne, wo er 1884 Professor für moderne und zeitgenössische Geschichte wurde.
Als Historiker war er spezialisiert auf die Geschichte Frankreichs, des Byzantinischen Reiches und Russlands, seine Arbeiten waren gegen Ende des 19. Jahrhunderts sehr geschätzt. Als sein Hauptwerk gilt seine Histoire générale du IVe siècle jusqu'à nos jours (Paris, 1891-1900, 12 Bände). Seine Forschungen über Russland, dem er sich nach seinen byzantinistischen Arbeiten zuwandte, waren nicht weniger wichtig, insbesondere seine Histoire de la Russie (1877) und vor allem sein großer Klassiker La Russie épique (1876), der ein völlig neues Gebiet eröffnete: die russische mündliche Überlieferung.
Gegen Ende seines Lebens schloss er sich Jules Ferry an und war von 1895 bis 1903 Senator des Départements Doubs sowie von 1896 bis 1898 Bildungsminister. Rambaud wurde in die Académie des sciences morales et politiques aufgenommen. 1876 wurde er zum korrespondierenden Mitglied der Russischen Akademie der Wissenschaften in Sankt Petersburg gewählt.
1898 wurde er zum Offizier der Ehrenlegion ernannt; er war außerdem Träger des Alexander-Newski-Ordens. Seine Heimatstadt Besançomn benannte 1926 im nördlich der Altstadt gelegenen Stadtteil Les Chaprais die passage Rambaud nach ihm.

## Hauptwerk
Sein Hauptwerk ist seine zwölfbändige Histoire générale du IVe siècle jusqu'à nos jours, die er zusammen mit dem französischen Historiker Ernest Lavisse (1842–1922) verfasste.
- Histoire générale du IVe siècle jusqu’à nos jours. A. Colin, Paris 1892–1901.
  - Band 1: Les origines: 395–1095.
  - Band 2: L’ Europe féodale les croisades: 1095–1270.
  - Band 3: Formation des grands états: 1270–1492.
  - Band 4: Renaissance et réforme les nouveaux mondes, 1492–1559.
  - Band 5: Les guerres de religion: 1559–1648.
  - Band 6: Louis XIV: 1643–1715.
  - Band 7: Le XVIIIe siècle: 1715–1788.
  - Band 8: La Révolution française: 1789–1799.
  - Band 9: Napoléon: 1800–1815.
  - Band 10: Les monarchies constitutionelles: 1815–1847.
  - Band 11: Révolutions et guerres nationales: 1848–1870.
  - Band 12: Le monde contemporain: 1870–1900.

## Weitere Werke
- L’Empire grec au Xe siècle. 1870.
- Le monde byzantin; le sport et l’hippodrome. 1871. In: Études sur l’Histoire Byzantine.
- La domination française en Allemagne; les Français sur le Rhin. 1873.
- L’Allemagne sous Napoleon. 1874.
- La Russie épique. 1876.
- Français et Russes, Moscou et Sévastopol. 1876.
- Histoire de la Russie depuis les origines jusqu’à l’année 1877. 1878.
- Histoire de la civilisation française. 1885.
- Expansion de l’Angleterre. 1885.
- Histoire de la civilisation contemporaine en France. 1888.
- Instructions données aux ambassadeurs. 1890.
- Russes et Prussiens, guerre de Sept Ans. 1895.
- Jules Ferry. 1903.